# كلير كوك
كلير كوك (بالإنجليزية: Claire Cook)‏ (14 فبراير 1955، الإسكندرية في الولايات المتحدة)؛ روائية أمريكية. درست في جامعة سيراكيوز.

## روابط خارجية
- كلير كوك على موقع IMDb (الإنجليزية)
- كلير كوك على موقع قاعدة بيانات الفيلم (الإنجليزية)